# Liste der Naturdenkmale in Roscheid
Die Liste der Naturdenkmale in Roscheid nennt die im Gemeindegebiet von Roscheid ausgewiesenen Naturdenkmale (Stand 13. April 2024).

## Naturdenkmale
| Nr.         | Bezeichnung                | Lage                         | Beschreibung                                                     | Bild                                    |
| ----------- | -------------------------- | ---------------------------- | ---------------------------------------------------------------- | --------------------------------------- |
| ND-7232-383 | Stieleiche beim Thomashaus | Dorfstraße, bei Nr. 24a Lage | auch Thomaseiche; Quercus robur, vor 1700 gekeimt, ca. 20 m hoch | Direkt Bild zu diesem Denkmal hochladen |